# Scytonotus simplex
Scytonotus simplex är en mångfotingart som beskrevs av Chamberlin 1941. Scytonotus simplex ingår i släktet Scytonotus och familjen plattdubbelfotingar. Inga underarter finns listade i Catalogue of Life.